# Aelurillus guecki
Aelurillus guecki (лат.) — вид пауков рода Aelurillus из семейства пауков-скакунчиков (Salticidae).

## Распространение
Восточное Средиземноморье: Греция и Турция.

## Описание
Просома темно-коричневая с чёрными краями с белыми волосками. Опистосома дорзально с серо-чёрными волосками и срединными чёрными отметинами зигзаговидной формы. Длина тела самцов: 4—4,5 мм. Просома самок темно-коричневая с орнаментом из серо-чёрных волосков. Опистосома дорзально с серо-чёрными волосками волосками и медианными черными отметинами со светлыми пятнами. Длина тела самок: 5,4—6,85 мм.
Вид Aelurillus guecki был впервые описан немецким арахнологом Хайко Мецнером (Heiko Metzner) в 1999 году.